# Tasiocera cervicula
Tasiocera cervicula là một loài ruồi trong họ Limoniidae. Chúng phân bố ở miền Australasia.